# Pelé-Cup
Der Pelé-Cup (portugiesisch Copa Pelé), auch bezeichnet als Kleine Fußball-Weltmeisterschaft der Senioren (Mundialito de Seniors) bzw. Senioren-Weltmeisterschaft (Mundial de Seniors), WM der Meister (Mundialito de Masters) oder Veteranen-WM bzw. WM-Veteranen-Cup (Copa Mundial de Másters), war ein Fußballturnier ehemaliger Weltmeister, das zwischen  1987 und 1995 alle zwei Jahre stattfand. Insgesamt gab es jedoch sechs Turniere, da 1990 ein zusätzliches Turnier ausgetragen wurde (Zico-Cup). Bis 1991 wurden die Turniere organisiert von dem brasilianischen Rundfunkunternehmen Rede Bandeirantes, ab 1993 übernahm die International Federation of Master Football.
Eingeladen waren zunächst nur Spieler ehemaliger Weltmeistermannschaften bzw. ehemalige Nationalspieler jener Länder, die Fußball-Weltmeister geworden waren. Für England trat 1989 ein gesamtbritisches Team an. Ab 1990 bzw. 1993 kamen auch Nationen hinzu, die nicht Weltmeister waren. Aus fünf bis sechs Teams in einer Gruppe wurden ab 1991 acht Teams in zwei Gruppen. Spiele um den dritten Platz wurden nur 1990 und 1991 ausgetragen.
| 1987 4.–8. Januar in Brasilien | 1989 15. Januar – 2. Februar in Brasilien | 1990 10.–24. Januar in Brasilien | 1991 18.–27. Januar in den USA | 1993 2.–11. Juli in Italien | 1995 23. Juni – 2. Juli in Österreich |
| ------------------------------ | ----------------------------------------- | -------------------------------- | ------------------------------ | --------------------------- | ------------------------------------- |
| Brasilien                      | Brasilien (Turniersieger)                 | Brasilien (Turniersieger)        | Brasilien (Turniersieger)      | Brasilien                   | Brasilien (Turniersieger)             |
| Argentinien (Turniersieger)    | Argentinien                               | Argentinien                      | Argentinien                    | Argentinien                 | Argentinien                           |
| Italien                        | Italien                                   | Italien                          | Italien                        | Italien (Turniersieger)     | Italien                               |
| Deutschland                    | Deutschland                               |                                  | Deutschland                    | Deutschland                 | Deutschland                           |
| Uruguay                        | Uruguay                                   |                                  | Uruguay                        | Uruguay                     |                                       |
|                                | Großbritannien                            |                                  | England                        | England                     |                                       |
|                                |                                           | Niederlande                      |                                | Niederlande                 | Niederlande                           |
|                                |                                           | Polen                            |                                |                             |                                       |
|                                |                                           |                                  |                                | Österreich                  | Österreich                            |
|                                |                                           |                                  |                                |                             | Frankreich                            |
|                                |                                           |                                  |                                |                             | Portugal                              |

Mindestalter der Spieler war 34 Jahre, im Gegensatz zur regulären Fußball-Weltmeisterschaft waren bis zu fünf Auswechslungen pro Spiel möglich. Der für Rede Bandeirantes arbeitende Sportjournalist Luciano do Valle führte als Trainer bzw. Manager die brasilianische Mannschaft um Pelé, Zico, Rivelino, Adão & Co. viermal zum Turniersieg. Die Veteranen aus Argentinien (mit Ardiles, Mas, Babington, Felman, Gonzalez etc.) und die von Enzo Bearzot trainierten Altmeister aus Italien (u. a. mit Causio) gewannen das Turnier jeweils einmal. Für Deutschland spielten u. a. Paul Breitner, für Österreich u. a. Herbert Prohaska, Hans Krankl und Walter Schachner.